# Lembo
Il lembo, in medicina, è un segmento di tessuto che contiene una rete di vasi sanguigni, e che può essere trasferito da un sito donatore per ricostruire un'area sede di perdita di sostanza (defect), causata ad esempio da traumi o da rimozione di tumori, oppure elevato temporaneamente dalla sua sede allo scopo di esporre le strutture sottostanti, per poi essere riposizionato nella stessa sede a fine intervento. La base del lembo, che contiene il supporto vascolare, è detta peduncolo.

## Classificazione
In base alla vascolarizzazione
1. Lembi random (random-pattern flaps), con un peduncolo cutaneo che include una vascolarizzazione non precisamente identificata (no dominant blood supply)
2. Lembi arterializzati o assiali (axial flaps), quando il peduncolo è costituito da vasi afferenti al lembo stesso anatomicamente ben identificati (dominant feeding vessel)
3. Lembi liberi, quando il peduncolo è costituito da vasi che vengono separati dalla sede donatrice

In base alla vicinanza al difetto
1. Lembi locali
2. Lembi regionali
3. Lembi a distanza
4. Lembi liberi

In base al metodo di trasferimento
1. Avanzamento
2. Trasposizione
3. Interpolazione
4. Rotazione
5. Liberi

In base al tessuto in esso contenuto
1. Cutaneo
2. Fasciocutaneo
3. Muscolocutaneo
4. Osteocutaneo
5. Osteomuscolocutaneo
6. Grande omento/Intestino